# El maricón vestido de mujer
El maricón vestido de mujer es el nombre de una poesía incluida dentro de una lira popular editada en Chile alrededor de 1896 por José Hipólito Casas Cordero en la que se describe el caso de un joven de Quillota que se vestía de mujer y se habría casado con otro hombre. Es una de las primeras obras literarias chilenas en las que se aborda dicha temática de manera directa.

## Contenido
El texto comienza describiendo que un joven de 15 años habría contraído matrimonio con otro hombre en la ciudad de Quillota, vistiendo ropas femeninas y usando el nombre de Enriqueta. Posteriormente se describe que su madre habría comenzado a vestirlo con ropas femeninas en su infancia, y su esposo lo envía a Roma a solicitar el perdón del Papa, quien lo destierra a las Islas Canarias durante 10 años.
La poesía se encuentra dentro de una lira popular que no posee título pero contiene la leyenda ¡Cómprame lector! con letras grandes en su parte inferior. Se menciona también que el texto fue impreso en la calle Moneda 67 y su editor fue José Hipólito Casas Cordero, domiciliado en Benavente 24, en Santiago de Chile.